# Christoph Siegrist (Meteorologe)
Christoph Siegrist (* 10. Oktober 1972 in Bern) ist ein Schweizer Meteorologe und Fernsehmoderator.

## Leben
Nach dem Gymnasium in Bern absolvierte Siegrist von 1994 bis 1999 ein Studium in Erdwissenschaften an der ETH Zürich mit Vertiefung in Atmosphärenphysik, das er mit dem Diplom abschloss. 1999 bildete er sich zum Advanced Weather forecaster am Royal Meteorological Office College in Reading (England) weiter.
Seit 1997 ist er beim Schweizer Fernsehen tätig. Ab Herbst 1999 war er Meteorologe im Prognosedienst, ab Januar 2001 Prognostiker und Wettermoderator beim Mittagsmagazin und seit Juni 2004 Wettermoderator für die Abend-Show. Siegrist ist stellvertretender Redaktionsleiter und Leiter der Forschungs- und Entwicklungscrew bei «SRF Meteo».

## Dokumentation
- François Loriol: Siegrist und die Polarlichter (Memento vom 23. Februar 2017 im Internet Archive). In: SRF Reporter. 26. Februar 2017 (Video; 22 min)